# Amphicoma birmanica
Amphicoma birmanica là một loài bọ cánh cứng trong họ Glaphyridae. Loài này được Arrow miêu tả khoa học năm 1938.